# Neuengörs
Neuengörs er en by og en kommune i det nordlige Tyskland, beliggende i Amt Trave-Land under Kreis Segeberg. Kreis Segeberg ligger i den sydøstlige del af delstaten Slesvig-Holsten.

## Geografi
Neuengörs ligger omkring 8 km sydøst for Bad Segeberg. Mod vest går motorvejen A 21 fra Bad Segeberg mod Bad Oldesloe, og mod nord går A 20 fra Bad Segeberg mod Lübeck.
I kommunen ligger Altengörs og Stubben, der frem til 1972 var selvstændige kommuner .